# Musikjahr 1644
Liste der Musikjahre

◄◄ | ◄ | 1640 | 1641 | 1642 | 1643 | Musikjahr 1644 | 1645 | 1646 | 1647 | 1648 | ► | ►►

Weitere Ereignisse
Dieser Artikel behandelt das Musikjahr 1644.

## Ereignisse
- Die Oper L’Ormindo von Francesco Cavalli auf ein Libretto von Giovanni Faustini wird im Teatro San Cassiano in Venedig uraufgeführt.
- Pieter und François Hemony gießen in Zutphen das erste gestimmte Carillon.
- Sigmund Theophil Stadens bekanntestes Werk Das Geistliche Waldgedicht oder Freudenspiel, genant Seelewig auf ein Libretto von Georg Philipp Harsdörffer wird in Nürnberg uraufgeführt. Es handelt sich um eine vollständig durchkomponierte allegorische Handlung um die (weibliche) Seele, genannt Seelewig. Das Werk gilt als älteste vollständig erhaltene deutsche Oper.

## Instrumental- und Vokalmusik (Auswahl)
- Johannes Eccard und Johann Stobaeus – Die Preussischen Fest-Lieder: Von Ostern an biß Advent, Teil 2 zu fünf, sechs, sieben und acht Stimmen, Königsberg: Johann Reusnern
- Jacob van Eyck – Der Fluyten Lust-hof
- Nicolaus à Kempis – Symphoniae, Vol. 1
- Bonaventura Rubino – Vespro dello Stellario
- Barbara Strozzi – Il primo libro di madrigali

## Musiktheater
- Francesco Cavalli

Francesco Sacrati – La finta pazza, Titelseite der dritten Ausgabe des Librettos, Venedig 1644

  - La Deidamia, Libretto von S. Herrico (verschollen)
  - L’Ormindo, Libretto von Giovanni Faustini
- Francesco Sacrati
  - Ulisse errante
  - Proserpina rapita
- Sigmund Theophil Staden – Seelewig

## Geboren

### Geburtsdatum gesichert
- 14. Januar: Thomas Britton, britischer Kohlenhändler und Hobbymusiker († 1714)
- 25. Februar: Erdmuthe Sophie von Sachsen, Markgräfin von Brandenburg-Bayreuth, Kirchenlieddichterin, Schriftstellerin und Historikerin († 1670)
- 26. Februar: Elisabeth Lemmerhirt, Mutter von Johann Sebastian Bach († 1694)
- 12. August (getauft): Heinrich Ignaz Franz Biber, böhmischer Geiger und Komponist († 1704)
- 06. September (getauft): Juan Bautista José Cabanilles, spanischer Organist und Barockkomponist († 1712)
- 23. Dezember: Tomás de Torrejón y Velasco, spanischer in Peru wirkender Komponist und Kapellmeister († 1728)

### Genaues Geburtsdatum unbekannt
- Ignazio Albertini, italienischer Komponist und Violinist († 1685)
- Maria Cattarina Calegari, italienische Komponistin, Sängerin. Organistin und Nonne († nach 1675)
- Johann Samuel Drese, deutscher Organist und Kapellmeister († 1716)
- Johann Albrecht Kreß, deutscher Komponist und Kapellmeister († 1684)
- Johannes Martinus, Schweizer Theologe, Liederdichter und -sammler († 1733)
- Václav Karel Holan Rovenský, tschechischer Komponist († 1718)

### Geboren um 1644
- Antonio Stradivari, italienischer Geigenbauer († 1737)

## Gestorben

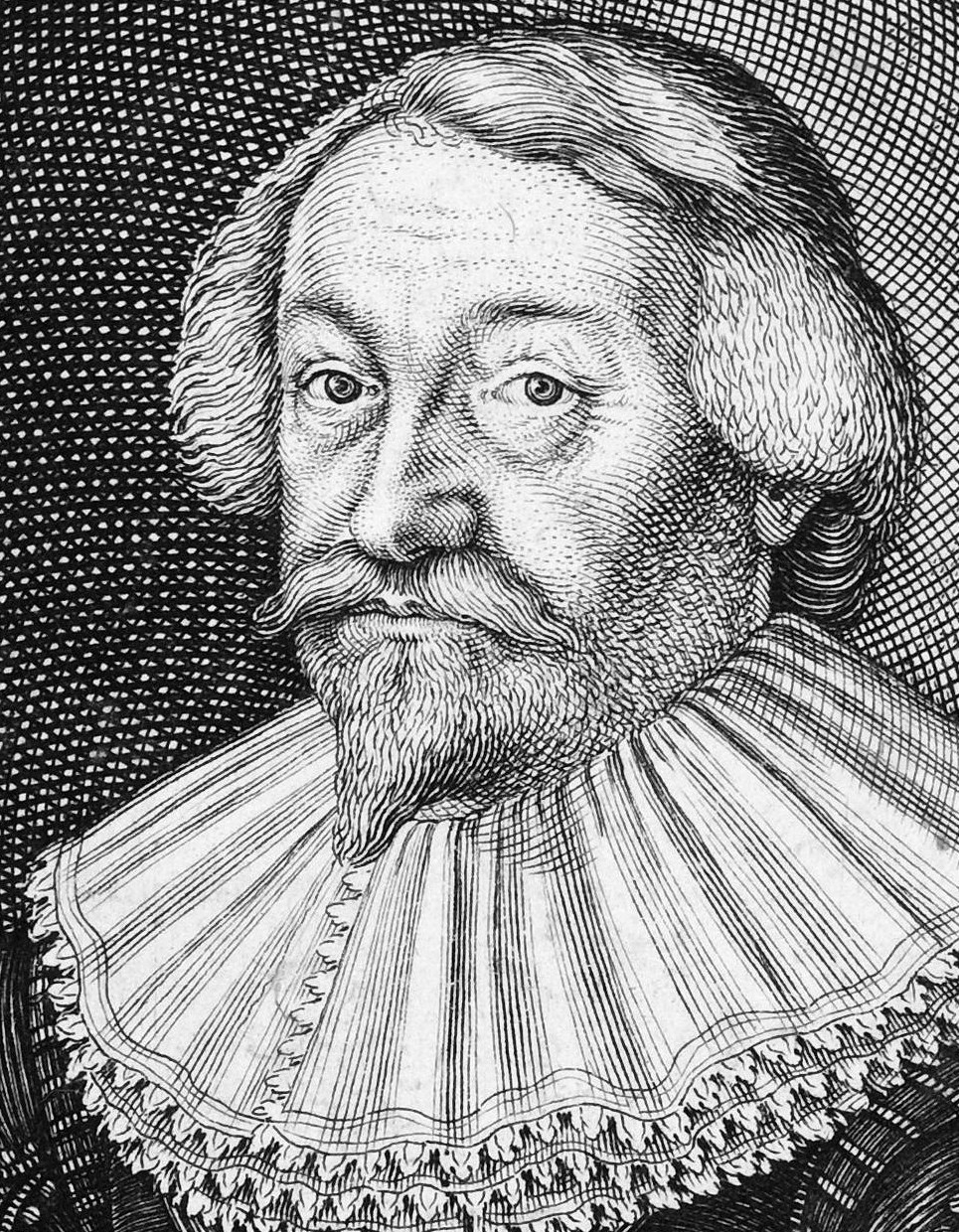
Johann Jeep; † 19. November

### Todesdatum gesichert
- 15. August: Laurentius Ribovius, Komponist für Kirchenmusik (* 1601)
- 31. August: Tomaso Cecchino, italienischer Komponist (* um 1583)
- 19. November: Johann Jeep, deutscher Organist, Kapellmeister und Liederkomponist (* 1582)

### Genaues Todesdatum unbekannt
- Cherubino Busatti, italienischer Komponist und Organist (* unbekannt)
- Carlo Filago, italienischer Komponist des Frühbarock (* 1589)
- Robert Ramsey, englischer Organist und Komponist (* um 1590)